# Oncideres colombiana
Oncideres colombiana là một loài bọ cánh cứng trong họ Cerambycidae.